# ブロマゼパム
ブロマゼパム (Bromazepam) は、ベンゾジアゼピン系の緩和精神安定剤、抗不安薬の一種。日本国内では、ロシュからレキソタン の商品名で販売されており、ジェネリック医薬品としては、サンドのセニランなどがある（後述のように、レキソタンには剤形に坐剤がないため、坐剤に限りセニランが先発薬）。
連用により依存症、急激な量の減少により離脱症状を生じることがある。向精神薬に関する条約のスケジュールIVに指定されている。麻薬及び向精神薬取締法の第三種向精神薬である。

## 適用
心身症や神経症などにおける身体症候、不安や緊張・うつ病およびうつ状態・睡眠障害など。また麻酔前投与薬としても用いられる。筋弛緩作用（筋肉の緊張をほぐす）がある。

## 薬理
脳にある抑制性のGABAニューロンのシナプス後膜に存在するGABAA受容体にアゴニストとして高い親和性で結合し、抑制性の内因性リガンドであるGABA親和性を増大させることにより、神経の興奮性を低下させると考えられている。

## 副作用
倦怠感・頭痛・集中力低下・ふらつき・脱力感など。アルコール（飲酒）や他の向精神薬を同時に摂取すると、副作用が強く出る可能性がある。2週間を超える使用は、離脱症状と反跳症状の危険性がある。長期間使用した場合、耐性や依存性が生じる。

### 耐性・依存・離脱
他のベンゾジアゼピンと同様に、ブロマゼパムには乱用・誤用・身体依存・精神依存のリスクがある。
離脱についての調査では、身体的・精神的依存が認められ、4週間の継続使用後に反跳性不安が見られた。ゆっくりと減薬を行った患者では離脱は起こらなかった。
全般性不安障害のためブロマゼパム治療を行われた患者は、不安の悪化などの離脱症状を経験し、急激な断薬時に身体依存が起こった。
日本では2017年3月に「重大な副作用」の項に、連用により依存症を生じることがあるので用量と使用期間に注意し慎重に投与し、急激な量の減少によって離脱症状が生じるため徐々に減量する旨が追加され、厚生労働省よりこのことの周知徹底のため関係機関に通達がなされた。奇異反応に関して、錯乱や興奮が生じる旨が記載されている。医薬品医療機器総合機構からは、必要性を考え漫然とした長期使用を避ける、用量順守と類似薬の重複の確認、また慎重に少しずつ減量する旨の医薬品適正使用のお願いが出されている。調査結果には、日本の診療ガイドライン5つ、日本の学術雑誌8誌による要旨が記載されている。

## 禁忌
眼圧を上げる作用があるので急性狭隅角緑内障の患者、および症状を悪化させる可能性があるので重症筋無力症の患者に使うことは禁忌とされており使ってはならない。また、過去にこの薬に対して過敏症の既往歴がある人にも使ってはならない。

## 注意
呼吸器系の疾患や病気を持つ人、心臓・肝臓・腎臓に障害を持つ人、脳に障害のある人、高齢者などに投与する時は、障害や疾患を悪化させたり、副作用が強く出る可能性がある。

## 画像

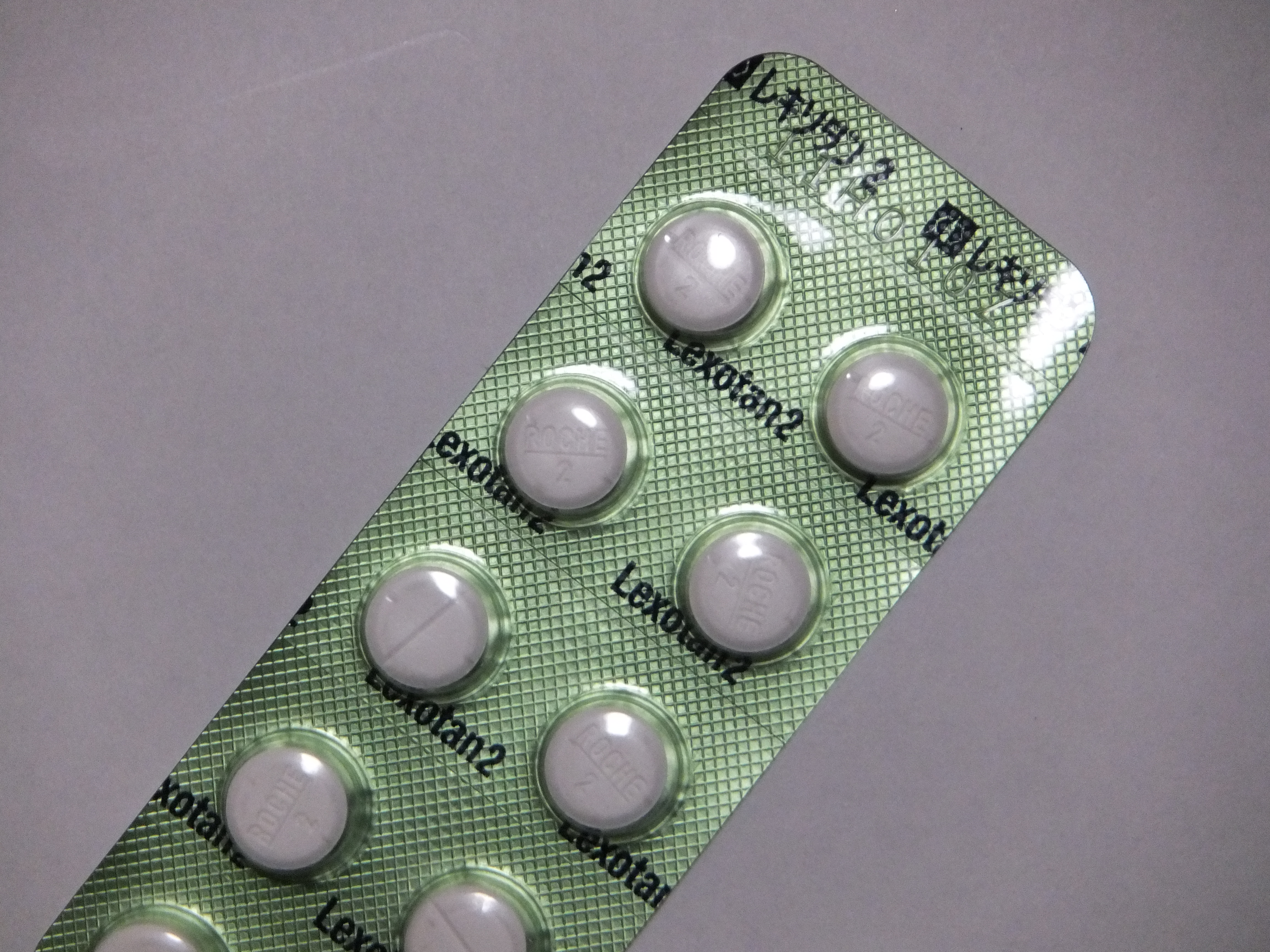
レキソタン2mg錠剤
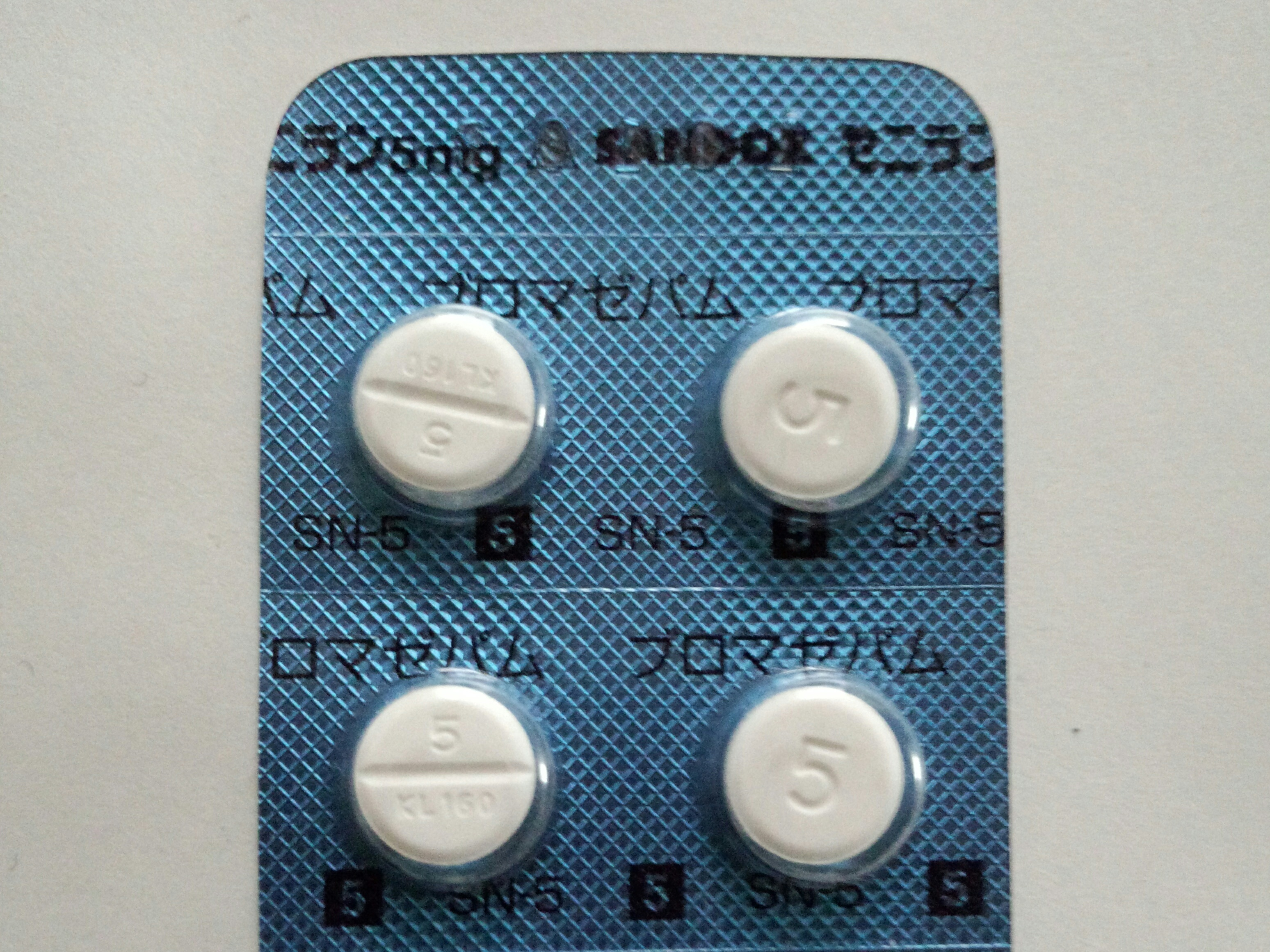
セニラン5mg錠剤